# Базилика Рождества Девы Марии (Мариацелль)
Базилика Рождества Девы Марии, часто употребляется также название Базилика Мариацелля (нем. Basilica Mariä Geburt , нем. Basilika von Mariazell) — католический храм в городе Мариацелль, Австрия, федеральная земля Штирия. Известен как место хранения деревянной фигурки Богородицы, называемой «Magna Mater Austriae» (Великая Мать Австрии), почитаемой как национальная святыня. Церковь носит почётный титул «малая базилика». Главное место католических паломничеств в Австрии. Памятник архитектуры.

## История
В 1103 году земля, на которой ныне стоит Мариацелль, была отдана монахам бенедиктинского монастыря из деревни Санкт-Ламбрехт. Согласно преданию, в 1157 году монах Магнус построил здесь келью для себя и часовню для чудотворного образа, а впоследствии к нему присоединились другие монахи, положив, таким образом, начало новому городу. Точная дата постройки церкви Мариацелля неизвестна, приблизительная датировка указывает на начало XIII века. Церковь была основана на месте часовни, которую возвёл монах Магнус в 1157 году. Первое упоминание о церкви Мариацелля, построенной в романском стиле, относится к 1243 году; алтарь, посвящённый Деве Марии, был освящён в 1266 году. Главным инициатором возведения романской церкви на месте маленькой часовни был маркграф Моравии Владислав III, который, по преданию, исцелился от тяжёлой болезни после молитвы перед чудотворной скульптурой.
В XIV веке романская церковь была полностью перестроена в готическую по инициативе короля Венгрии Людовика Великого. Новое здание церкви венчалось 90-метровым шпилем. В 1420 и 1474 году храм пострадал от пожаров. В XVII веке император Фердинанд III выделил большую сумму на новую перестройку церкви. Перестройка проходила с 1644 по 1683 год под руководством итальянского архитектора Доменико Шассиа и привнесла в готическое строение многочисленные барочные элементы. Новый барочный интерьер церкви создавал знаменитый архитектор И. Б. Фишер фон Эрлах.
В 1907 году мариацелльской церкви был присвоен почётный статус «малой базилики». С 1992 по 2007 год в церкви проводилась глобальная реставрация. В 1983 году паломничество в Мариацелль совершил папа римский Иоанн Павел II, а в сентябре 2007 года — Бенедикт XVI.

## Архитектура и интерьер

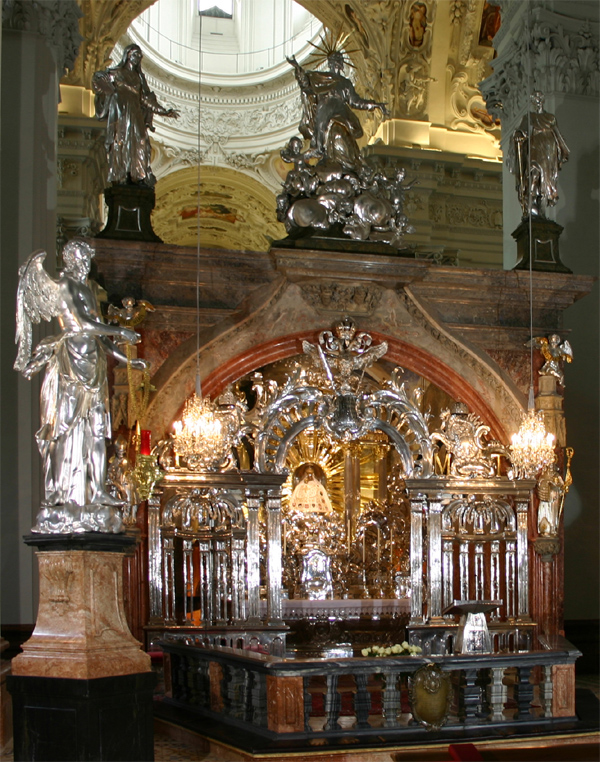
Капелла Милосердия

Архитектура церкви сочетает в себе готические и барочные черты. Фасад церкви представляет собой оригинальную композицию центральной готической части, с главным входом внизу и колокольней, и боковых башен, характерных для итальянского барокко. Перед главным входом расположены две скульптуры в полный рост, созданные мастером Бальтазаром Молем в 1757 году. Слева от входа стоит статуя Людовика Великого, короля Венгрии, а справа — Владислава III, маркграфа Моравии.
В интерьере храма выделяется центральный алтарь — шедевр барочного искусства, созданный Фишером фон Эрлахом. По бокам храма располагаются двенадцать боковых часовен со своими алтарями.
Наиболее старая часть здания — капелла Милосердия, в которой хранится чудотворная скульптура. Алтарь часовни изготовлен аугсбургскими мастерами, серебряная решётка создана Й. Вагнером из Вены в 1750 году по заказу Марии Терезии.
В сокровищнице церкви хранятся многочисленные произведения церковного искусства — дарохранительницы, картины, облачения духовенства.

## Образ Девы Марии

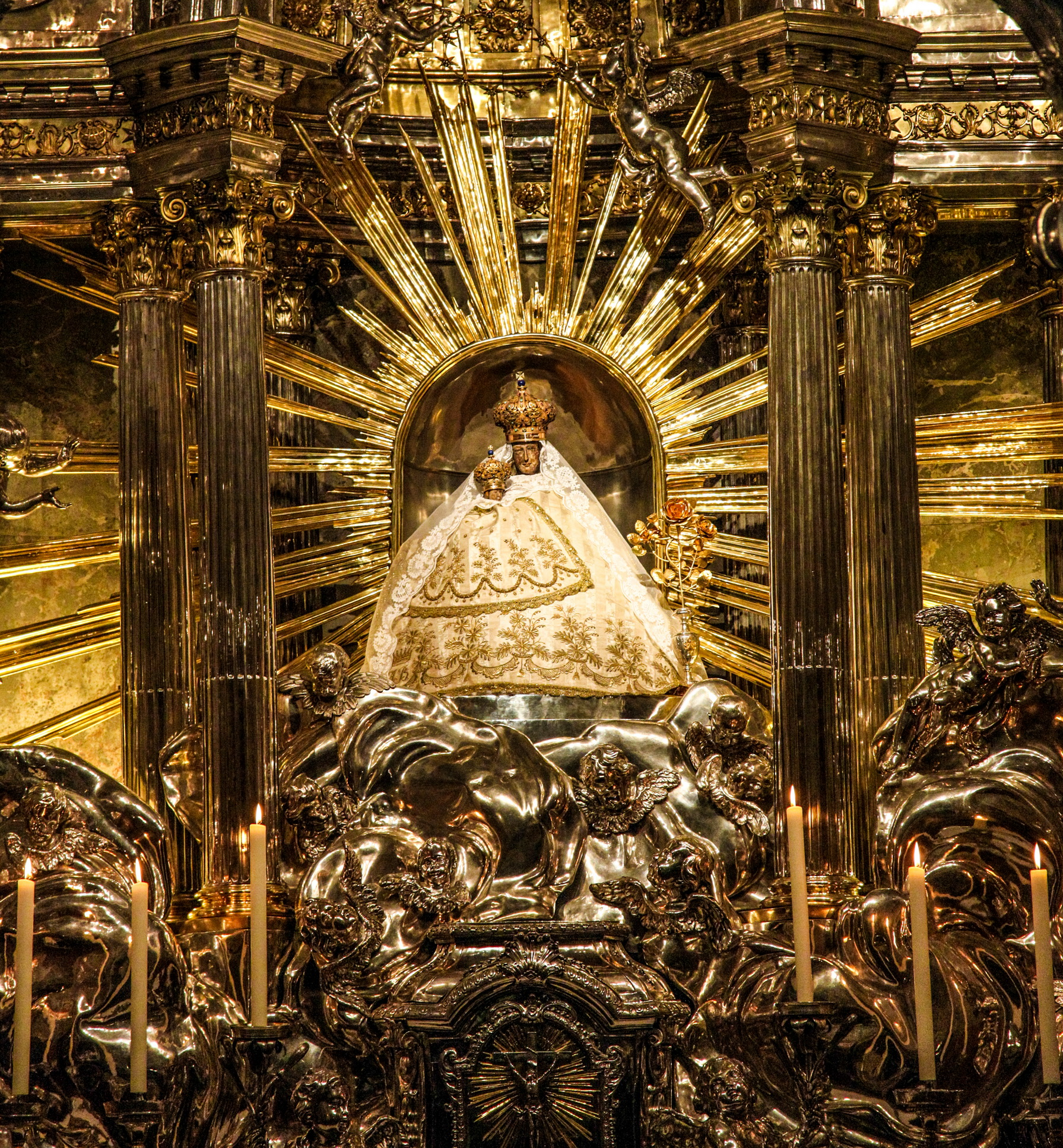
Чудотворная статуя Девы Марии

Главная реликвия храма представляет собой 48-сантиметровую статую Богородицы, вырезанную из древесины липы. Образ облачён в богато расшитую одежду и увенчан золотой короной. По легенде, монах бенедиктинского монастыря св. Ламберта по имени Магнус был послан в Мариацелль. С собой путник взял деревянный образ Богоматери. 21 декабря 1157 года Магнус наткнулся на непроходимую скалу, преградившую ему путь. После молитвы перед образом Девы Марии скала раскололась, открыв монаху путь для прохода. Потрясённый чудом, Магнус построил на этом месте небольшую келью для себя и часовню, в которую поместил чудотворную скульптуру.

## Паломничества
Традиция совершать паломничество в Мариацелль берёт начало в XII веке. Массовый характер они приобрели с 1330 года, и с этого периода суды иногда налагали на преступников обязанность совершить паломничество в Мариацелль, в знак искупления.
С XIV—XV вв. в число паломников входят не только австрийцы. Значительную их часть составляли венгры, чехи и жители других соседних с Австрией стран. После Контрреформации Габсбурги придали Мариацеллю статус национальной святыни. Император Иосиф II наряду с множеством монастырей Австрии распустил и монастырь в Мариацелле, а также запретил паломничества, однако запрет вскоре был снят. В настоящее время паломничество в Мариацелль совершает около одного миллиона человек в год.

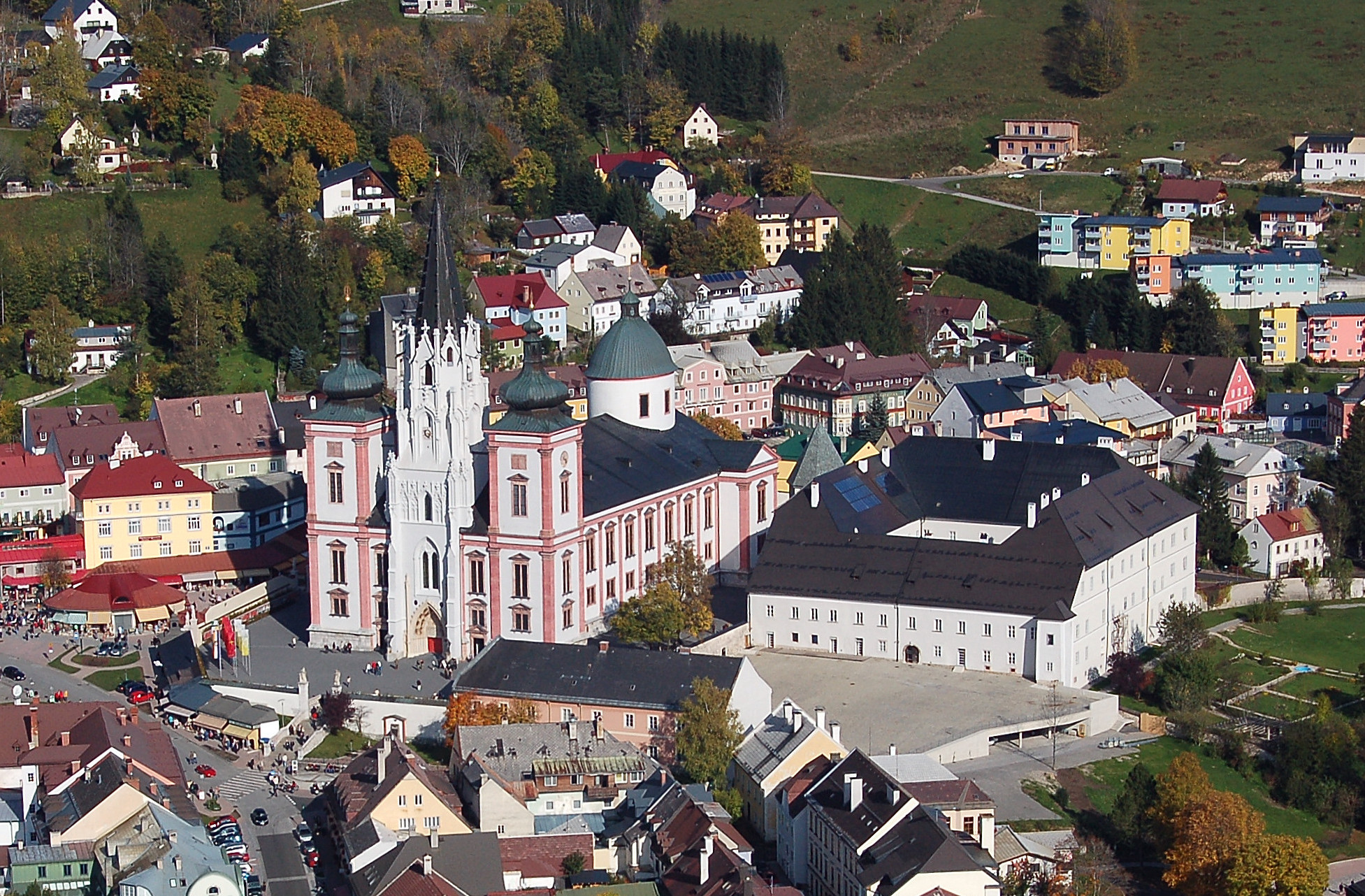
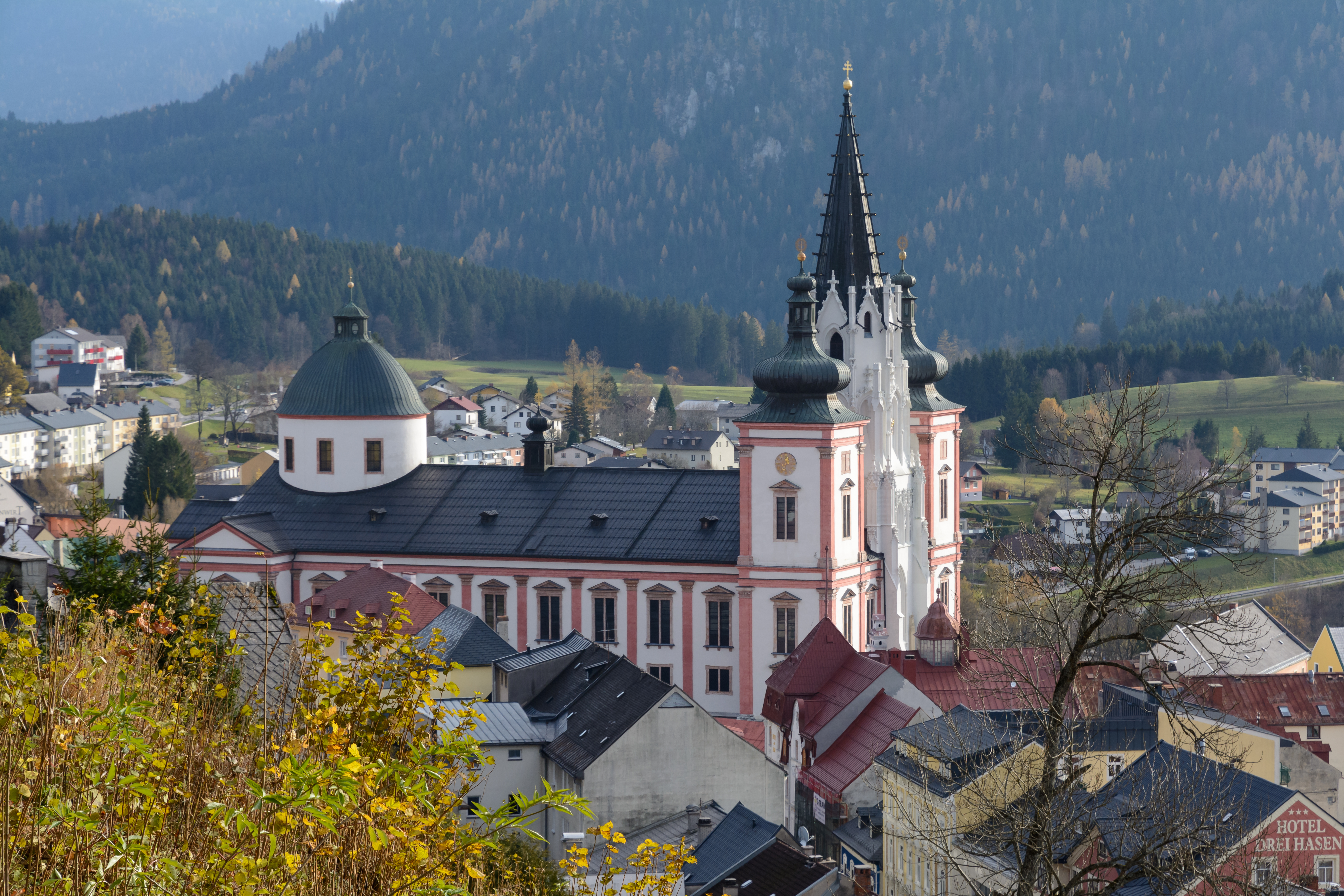
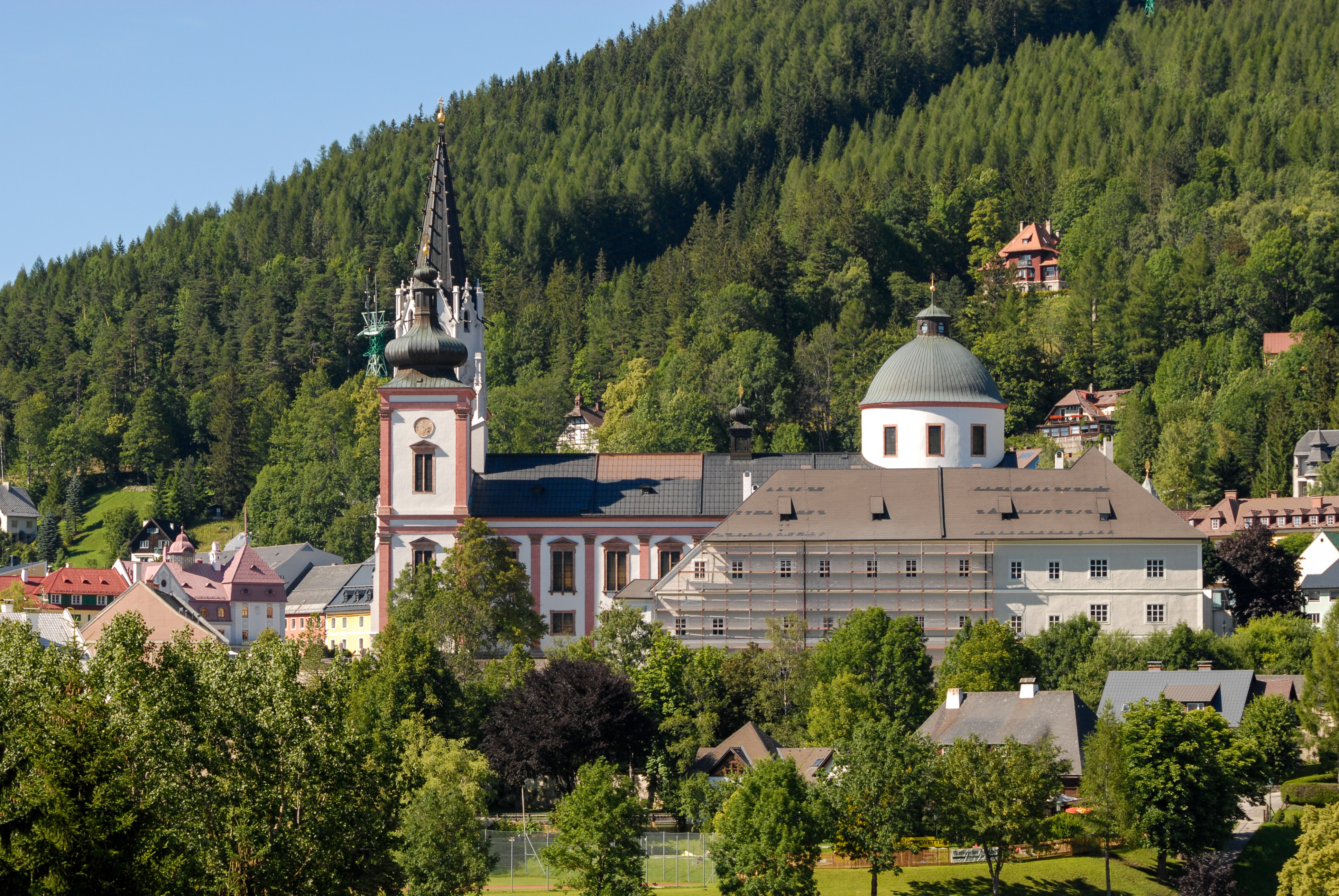
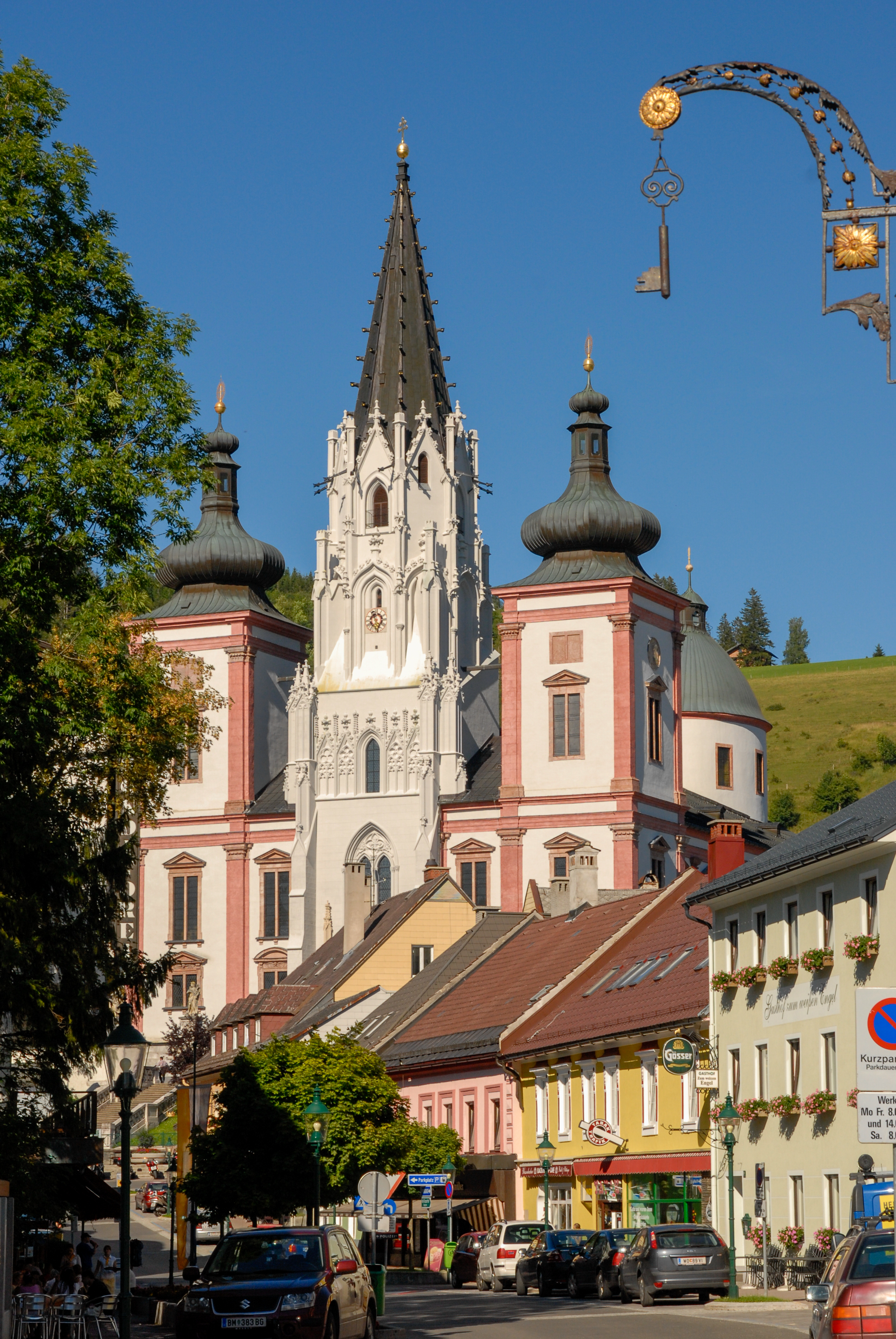
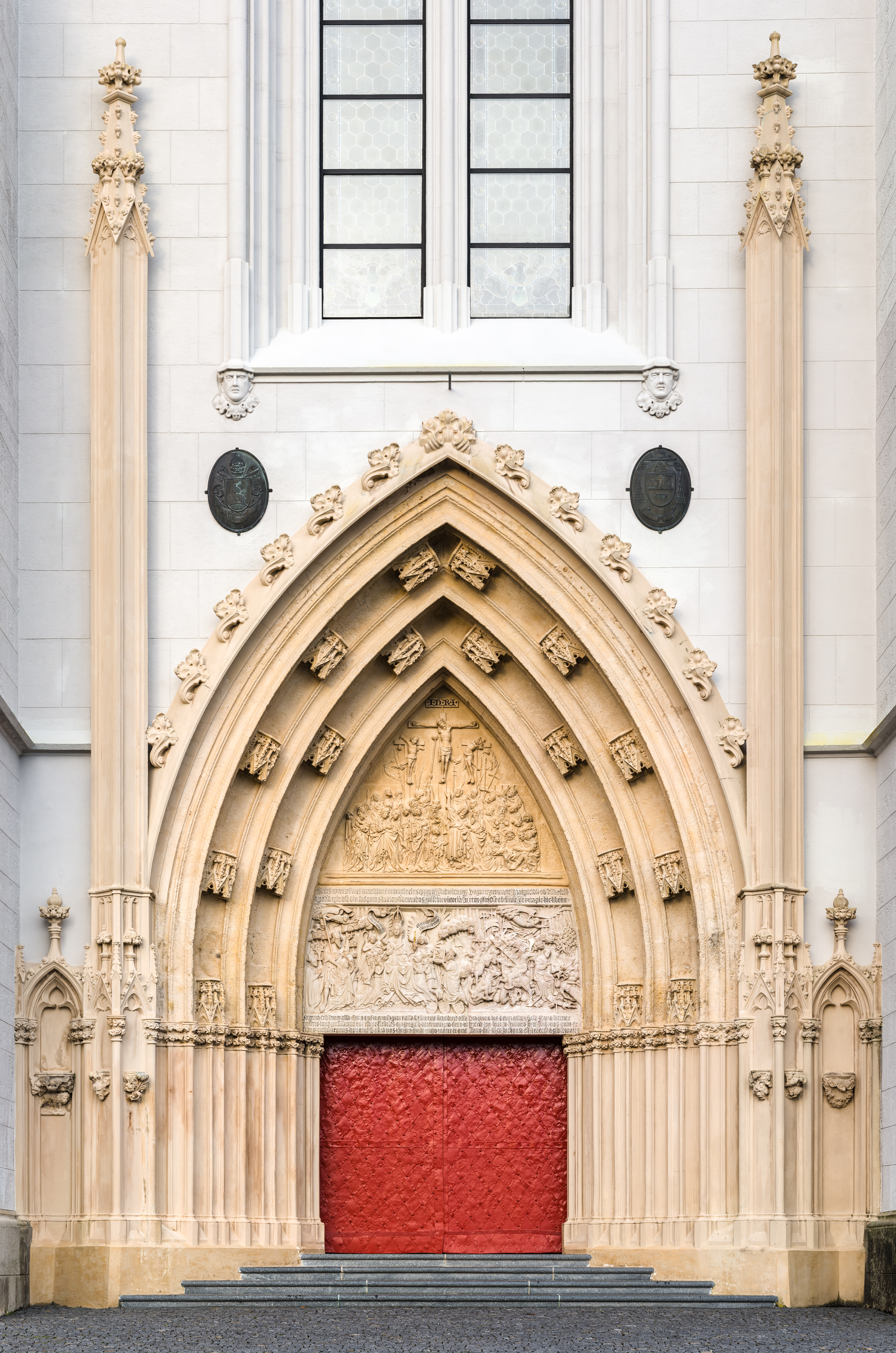